# Kabinett Hans
Das Kabinett Hans bildete vom 1. März 2018 bis zum 25. April 2022 die saarländische Landesregierung von Ministerpräsident Tobias Hans (CDU), gebildet aus CDU und SPD. Es folgte dem Kabinett Kramp-Karrenbauer III. 
Am 19. Februar 2018 nominierte die CDU-Vorsitzende Angela Merkel die saarländische Ministerpräsidentin Annegret Kramp-Karrenbauer für das Amt der Generalsekretärin der CDU. Auf dem Bundesparteitag der CDU am 26. Februar 2018 wurde Kramp-Karrenbauer zur neuen CDU-Generalsekretärin gewählt.
Am 1. März 2018 wählte der Landtag des Saarlandes den CDU-Fraktionsvorsitzenden Tobias Hans (CDU) mit 40 Stimmen zum neuen Ministerpräsidenten. Im Anschluss an die Wahl wurde das neue Kabinett vereidigt. 
Im Landtag des Saarlandes hatte die große Koalition 41 von 51 Sitzen und damit eine Zweidrittelmehrheit.
Bei der Landtagswahl am 27. März 2022 erhielt die CDU nur 28,5 % der Stimmen (minus 12,2 Prozentpunkte). Die SPD erhielt 43,5 % der Stimmen (plus 13,9 Prozentpunkte) und 29 der 51 Sitze, eine absolute Mehrheit.
Der neue Landtag konstituierte sich am 25. April 2022 und wählte Anke Rehlinger (SPD) zur Ministerpräsidentin; diese bildete am 26. April 2022 eine SPD-Alleinregierung (Kabinett Rehlinger).

## Kabinett
| Amt/Ressort                                                       | Foto                                                                                            | Name                                                                                          | Partei | Partei                                                                        | Staatssekretär | Partei | Partei |
| ----------------------------------------------------------------- | ----------------------------------------------------------------------------------------------- | --------------------------------------------------------------------------------------------- | ------ | ----------------------------------------------------------------------------- | --- | ------ | ------ |
| Ministerpräsident Staatskanzlei Leitung des Wissenschaftsressorts |                                                                                                 | Tobias Hans                                                                                   |        | CDU                                                                           | Chef der Staatskanzlei und Bevollmächtigter des Saarlandes beim Bund; weiteres Mitglied der Landesregierung gemäß Art. 86 der Verfassung des Saarlandes: Jürgen Lennartz (bis 30. Oktober 2019) Henrik Eitel (ab 30. Oktober 2019) |        | CDU    |
| Stellvertreterin des Ministerpräsidenten                          |                                                                                                 | Anke Rehlinger                                                                                |        | SPD                                                                           | |        |        |
| Ministerin für Wirtschaft, Arbeit, Energie und Verkehr            | Weiteres Mitglied der Landesregierung gemäß Art. 86 der Verfassung des Saarlandes: Jürgen Barke | Anke Rehlinger                                                                                |        | SPD                                                                           | SPD |        |        |
| Minister für Finanzen und Europa Minister der Justiz              |                                                                                                 | Peter Strobel                                                                                 |        | CDU                                                                           | Finanzen: Ulli Meyer (bis 24. Oktober 2019) Anja Wagner-Scheid (ab 29. Oktober 2019) Justiz und Europa; Bevollmächtigter für Europaangelegenheiten des Saarlandes: Roland Theis                                                    |        | CDU    |
| Minister für Inneres, Bauen und Sport                             |                                                                                                 | Klaus Bouillon                                                                                | CDU    | Christian Seel                                                                | CDU |        |        |
| Ministerin für Soziales, Gesundheit, Frauen und Familie           |                                                                                                 | Monika Bachmann                                                                               | CDU    | Stephan Kolling                                                               | CDU |        |        |
| Minister(in) für Bildung und Kultur                               |                                                                                                 | Ulrich Commerçon (bis 18. September 2019) Christine Streichert-Clivot (ab 18. September 2019) |        | SPD                                                                           | Christine Streichert-Clivot (bis 18. September 2019) Jan Benedyczuk (ab 18. September 2019) |        | SPD    |
| Minister für Umwelt und Verbraucherschutz                         |                                                                                                 | Reinhold Jost                                                                                 | SPD    | Roland Krämer (bis 18. September 2019) Sebastian Thul (ab 18. September 2019) | SPD |        |        |